# پل آگوستینو
پل آگوستینو (انگلیسی: Paul Agostino؛ زادهٔ ۹ ژوئن ۱۹۷۵) بازیکن سابق فوتبال اهل استرالیا است.
از باشگاه‌هایی که در آن بازی کرده‌است می‌توان به یانگ بویز برن، باشگاه فوتبال بریستول سیتی، باشگاه فوتبال آدلاید یونایتد، باشگاه فوتبال مونیخ ۱۸۶۰، تیم ملی فوتبال زیر ۲۳ سال استرالیا، و تیم ملی فوتبال استرالیا اشاره کرد.
وی همچنین در تیم‌های ملی فوتبال Australia U-17 Australia U-20 Australia U-23 Australia بازی کرده‌است.